# Васильев, Пётр Александрович (ротмистр)
Пётр Александрович Васильев (1885—?) — ротмистр 10-го уланского Одесского полка, герой Первой мировой войны.

## Биография
В 1906 году окончил Елисаветградское кавалерийское училище, откуда выпущен был корнетом в 29-й драгунский Одесский полк. Произведен в поручики 1 сентября 1909 года, в штабс-ротмистры — 10 сентября 1913 года.
В Первую мировую войну вступил в рядах одесских улан. Удостоен ордена Св. Георгия 4-й степени
За то, что 28 октября 1914 года в бою у д. Прусек после того, как командир эскадрона был убит, повел эскадрон в атаку на батальон пехоты в окопах, заставил его отступить, а затем изрубил эскадрон австрийцев.
Произведен в ротмистры 4 марта 1917 года «за выслугу лет».
В эмиграции в Югославии, в 1920-х годах жил в городе Прилеп. Дальнейшая судьба неизвестна.

## Награды
- Орден Святого Георгия 4-й ст. (ВП 13.01.1915)
- Орден Святого Станислава 2-й ст. с мечами (ВП 23.01.1915)
- Орден Святой Анны 3-й ст. с мечами и бантом (ВП 1.02.1915)
- Орден Святой Анны 4-й ст. с надписью «за храбрость» (ВП 25.02.1915)
- Орден Святого Владимира 4-й ст. с мечами и бантом (ВП 3.10.1915)
- старшинство в чине ротмистра с 22 апреля 1915 года (ПАФ 28.09.1917)